# キレニア地区
キレニア地区（Επαρχία Κερύνειας）は、キプロス共和国の地区の一つ。現在はギルネ地区（Girne kazası）として北キプロス・トルコ共和国に事実上支配されている。
「キレニア」はギリシャ語名、「ギルネ」はトルコ語名であり、両者は同じ地域を指している。首府は同名のキレニア/ギルネである。
1983年にキプロス島北部地域は北キプロス・トルコ共和国としてキプロス共和国から独立を宣言し、現在も事実上、独立を保っている。そのため、人口値は北キプロス調査によるほか、首長も北キプロスが任命した人物である。ただ、領域はキプロス共和国時代と変わっていない。